# Рид, Роберт (художник)
Роберт Льюис Рид (англ. Robert Lewis Reid; 1862—1929) — американский художник, член объединения «Десять американских художников».

## Биография
Родился в Стокбридже, Массачусетс, 29 июля 1862 года.
Образование получил в художественных школах Бостонского музея изящных искусств и Студенческой лиги искусств в Нью-Йорке, а затем в Академии Жюлиана у Буланже и Лефевра в Париже. Первыми его картинами стали портреты французских крестьян, созданные в Этапле, однако впоследствии он стал известным в первую очередь как монументальной живописи и дизайна витражей. Участвовал в росписи фресками купола Здания свободных искусств на Всемирной выставке в Чикаго в 1893 году.
Кроме того, писал полотна для Библиотеки Конгресса в Вашингтоне, здания Апелляционного суда в Нью-Йорке и Капитолия в Бостоне, где его три больших панели, «Джеймс Отис читает свою речь против приказа о помощи», «Рейд Поля Ревира» и «Бостонское чаепитие». Им было написано панно для американского павильона на Парижской выставке 1900 года, а в 1906 году он завершил серию из десяти витражей для церкви в Фэйрхэйвене, штат Массачусетс, для мемориала Роджерса. В 1906 году стал полноправным членом Национальной академии дизайна. Для выставки 1915 года в Сан-Франциско им были написаны монументальные полотна, украсившие стены Дворца изящных искусств.
Скончался в городе Клифтон-Спрингс, штат Нью-Йорк, 2 декабря 1929 года. Похоронен на кладбище Stockbridge Cemetery в Стокбридже.

## Галерея

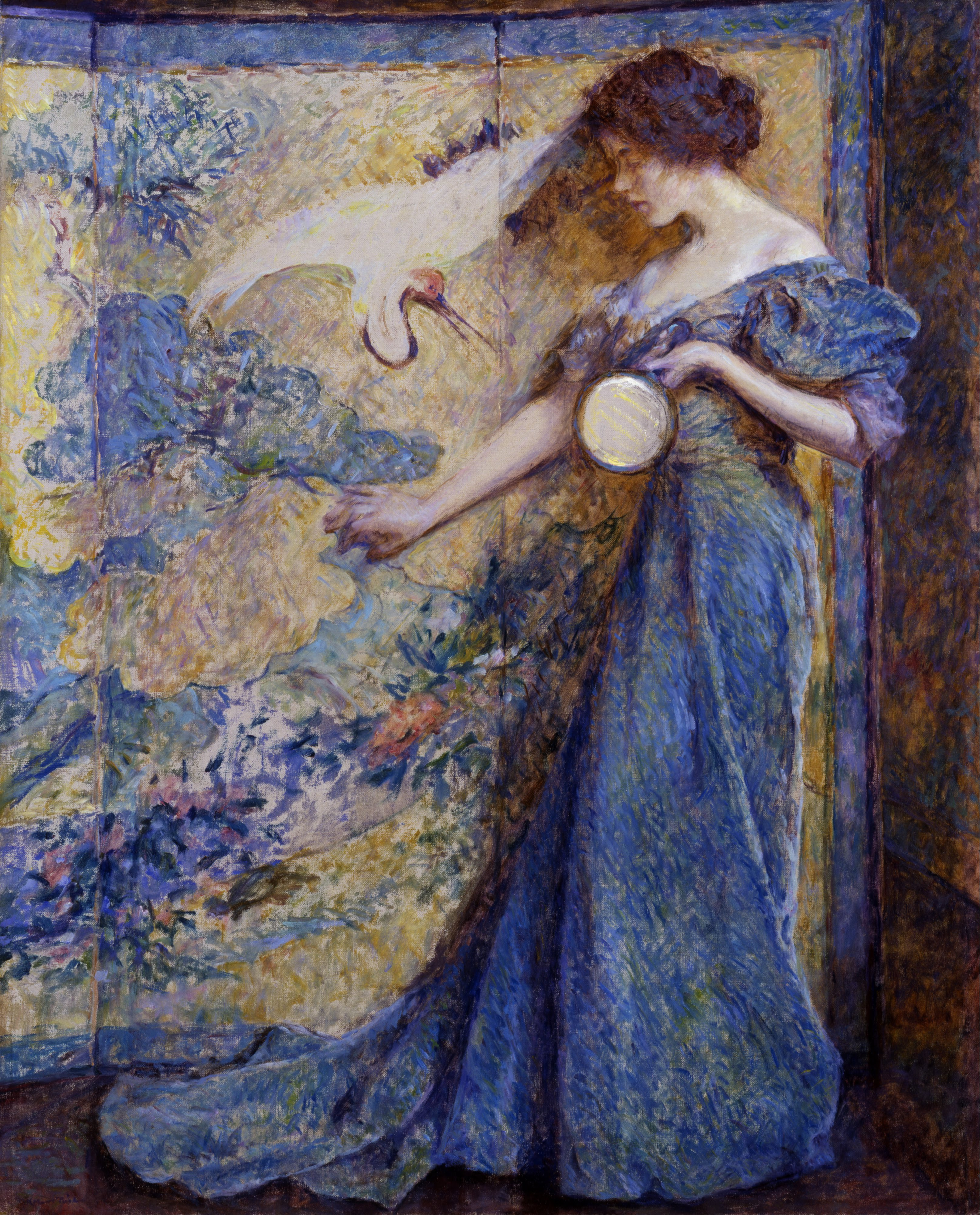
Зеркало (Ширма).
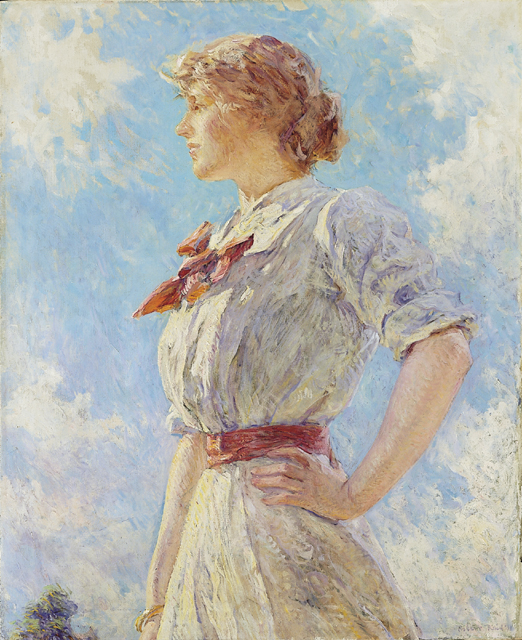
Напротив неба.
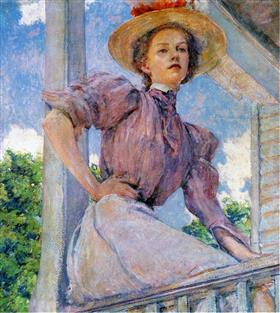
Летняя девчонка.
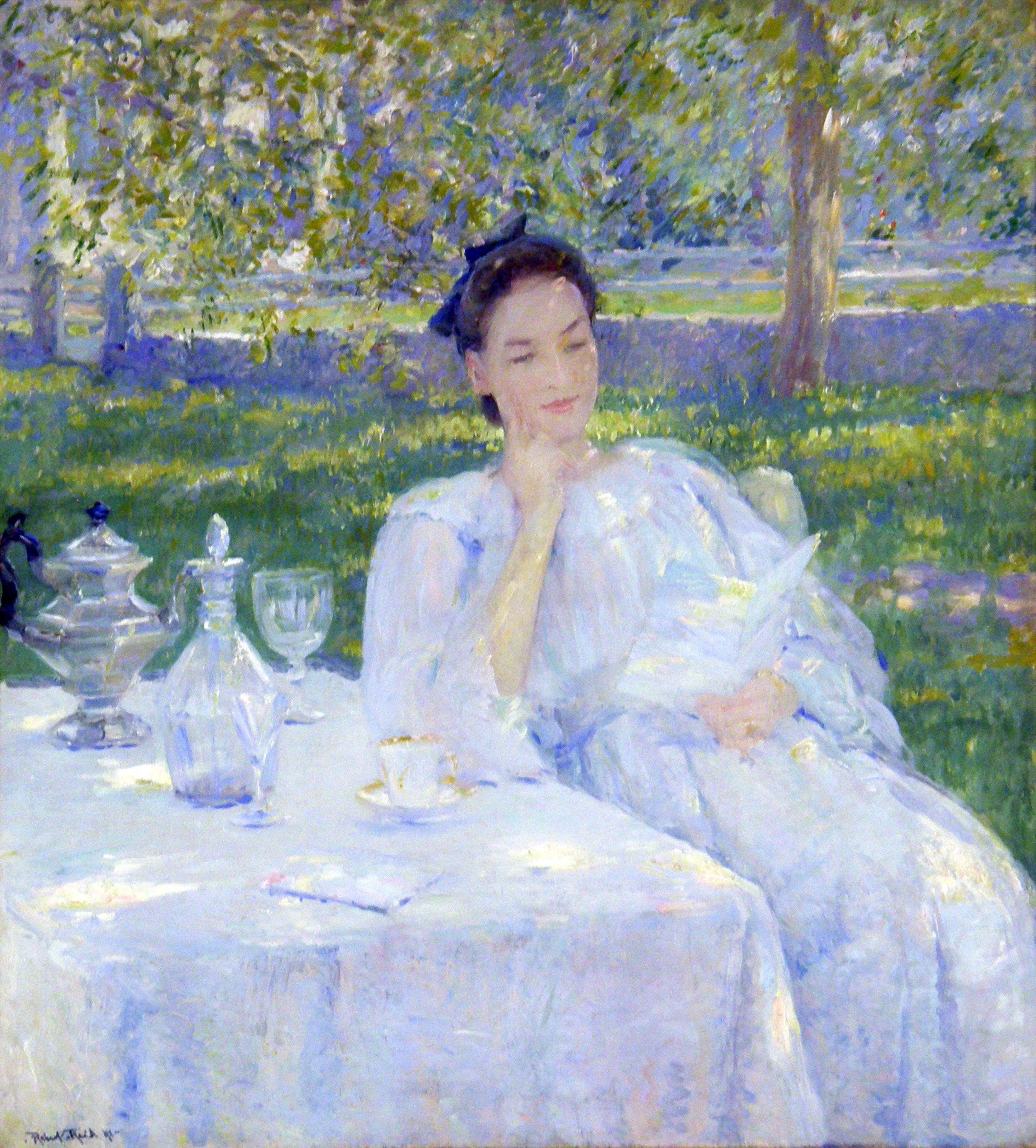
В саду.
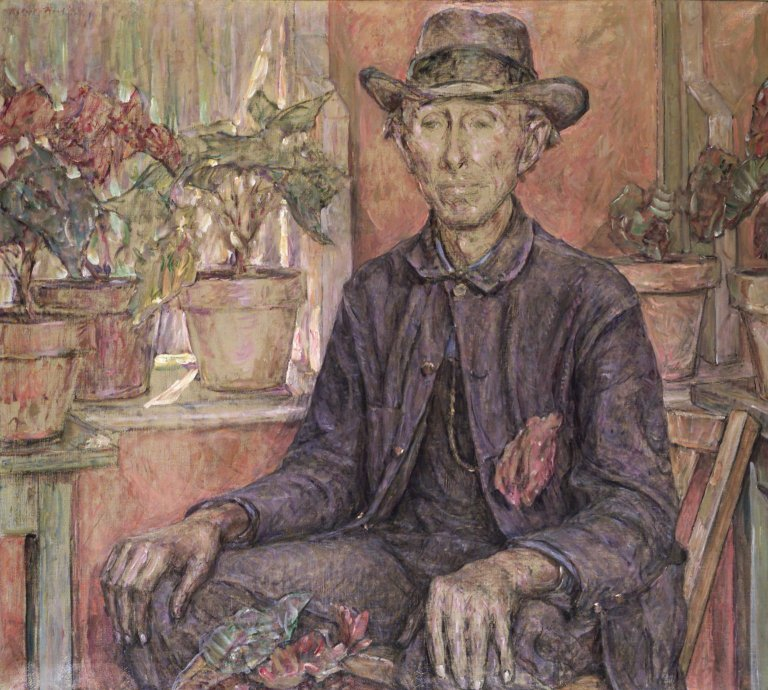
Старый садовник.
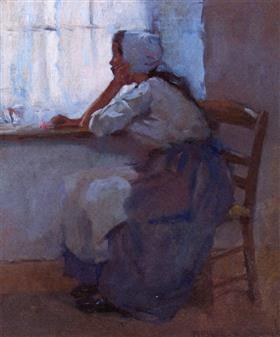
Девочка у окна.
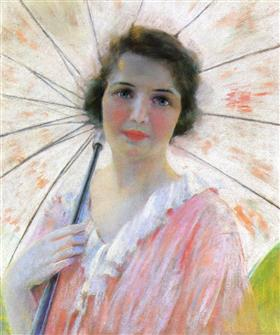
Леди с зонтиком.
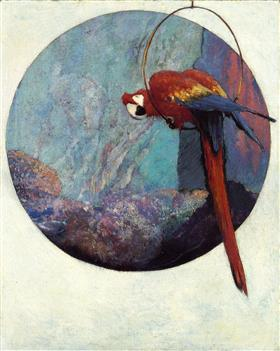
Попугай Полли. Этюд.
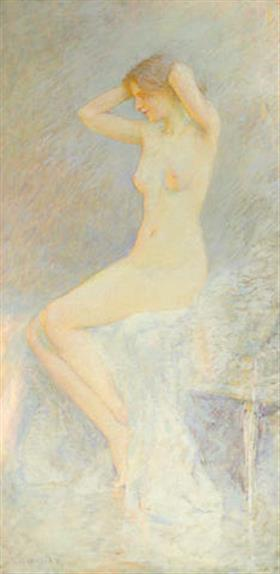
Опал.
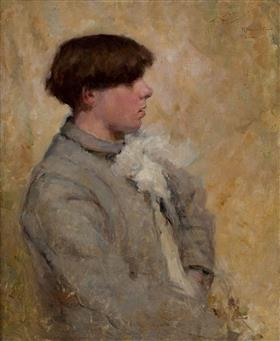
Портрет мальчика.
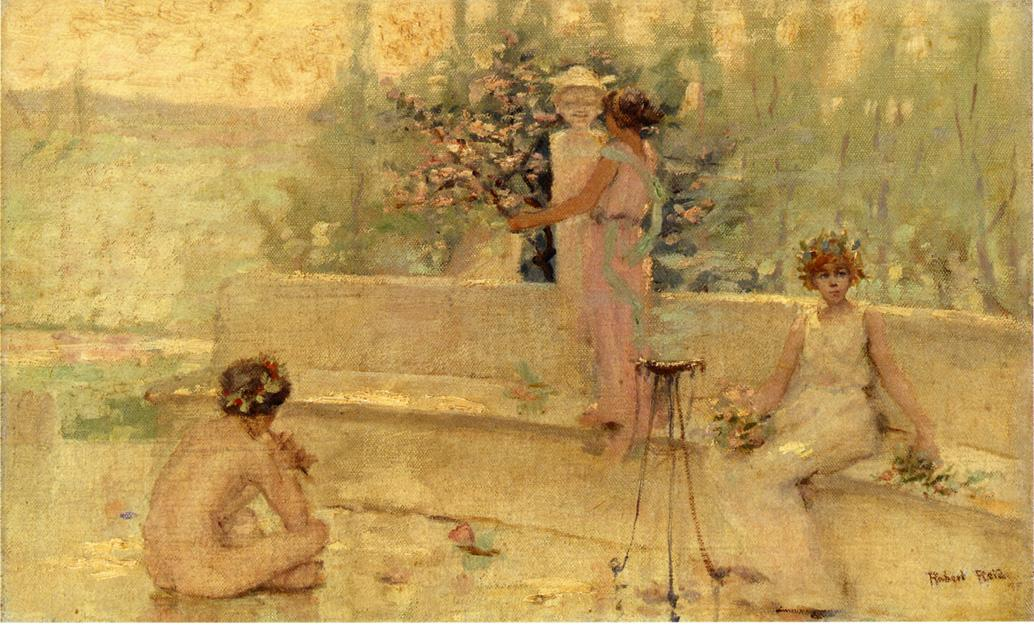
Фигуры в итальянском саду.